# نان ماهی تن
نان ماهی تن (انگلیسی: Tuna bun)، نان ماهی به سبک هنگ کنگ است. نان همبرگر حاوی خمیر ماهی تن است. معمولاً در هنگ کنگ یافت می‌شود.
با توجه به قیمت بالای ماهی تن، تقریباً همه نانوایی‌ها در هنگ کنگ از کنسرو ماهی تن برای تهیه نان ماهی تن استفاده می‌کنند.